# Bataille de Towton
Vous lisez un « article de qualité » labellisé en 2011.
Pour un article plus général, voir Guerre des Deux-Roses.
Guerre des Deux-Roses
Batailles
La bataille de Towton a lieu au cours de la guerre des Deux-Roses le 29 mars 1461 au sud-ouest d'York, entre les villages de Towton et Saxton. C'est la plus grande et la plus sanglante bataille à avoir jamais été livrée sur le sol anglais ainsi que la journée la plus meurtrière de toute l'histoire de l'Angleterre. Selon les chroniques médiévales, plus de 50 000 soldats des maisons d'York et de Lancastre se sont combattus ce dimanche des Rameaux pendant plusieurs heures et dans des conditions météorologiques déplorables, et une proclamation diffusée une semaine après la bataille rapporte que 28 000 hommes ont péri sur le champ de bataille. Cet engagement provoque un changement monarchique en Angleterre, Édouard IV remplaçant Henri VI sur le trône et forçant les principaux partisans des Lancastre à partir.
Henri VI a un caractère faible et ne dispose pas de toutes ses facultés mentales. Son gouvernement inefficace encourage les nobles à comploter pour le manipuler et la situation dégénère en guerre civile entre les partisans de sa maison et ceux de Richard Plantagenêt, le duc d'York. Après la capture du roi par les Yorkistes lors de la bataille de Northampton en 1460, le Parlement d'Angleterre passe un acte d'Accord selon lequel Richard et sa lignée succéderaient à Henri VI sur le trône. Marguerite d'Anjou, l'épouse du roi, refuse d'accepter que leur fils Édouard de Westminster soit ainsi dépossédé de ses droits et lève une armée avec l'aide de nobles mécontents. Richard d'York est tué à la bataille de Wakefield et ses titres et ses prétentions au trône sont transmis à Édouard, son fils aîné. Certains nobles qui hésitaient jusqu'alors à soutenir les prétentions de Richard considèrent que les Lancastre ont bafoué l'acte d'accord, et Édouard trouve suffisamment de soutien auprès d'eux pour se proclamer roi. La bataille de Towton doit ainsi accorder à son vainqueur le droit de régner sur l'Angleterre par la force des armes.
En arrivant sur le champ de bataille, l'armée yorkiste est surpassée en nombre car une partie de ses forces, commandée par le duc de Norfolk, n'est pas encore arrivée. Mais le commandant yorkiste, le baron Fauconberg, donne l'ordre à ses archers de tirer profit du vent favorable en faisant pleuvoir des volées de flèches sur leurs adversaires. Les Lancastre abandonnent alors leurs positions défensives car leurs archers n'ont pas la portée suffisante pour atteindre les lignes ennemies. Le combat au corps à corps qui s'ensuit dure plusieurs heures, épuisant les combattants. L'arrivée des troupes de Norfolk revigore les Yorkistes qui, encouragés par Édouard, mettent en déroute l'armée adverse. Beaucoup de Lancastriens sont tués pendant leur fuite, certains sont piétinés par leurs propres camarades et d'autres encore se noient. Plusieurs de ceux qui sont faits prisonniers sont exécutés.
La puissance de la maison de Lancastre est gravement affaiblie par la bataille. Henri VI fuit le pays, nombre de ses plus fervents partisans sont morts ou en exil, et Édouard IV règne sur l'Angleterre de façon ininterrompue pendant neuf ans, avant que les hostilités ne reprennent et qu'Henri VI ne remonte brièvement sur le trône. Les générations suivantes se souviennent de la bataille telle qu'elle est décrite par William Shakespeare dans le dernier volet de sa trilogie dramatique Henri VI. En 1929, une croix est érigée sur le champ de bataille pour commémorer l'événement. Plusieurs charniers et d'autres restes archéologiques reliés à la bataille sont trouvés dans la région plusieurs siècles après le combat.

## Contexte

### Début de la guerre

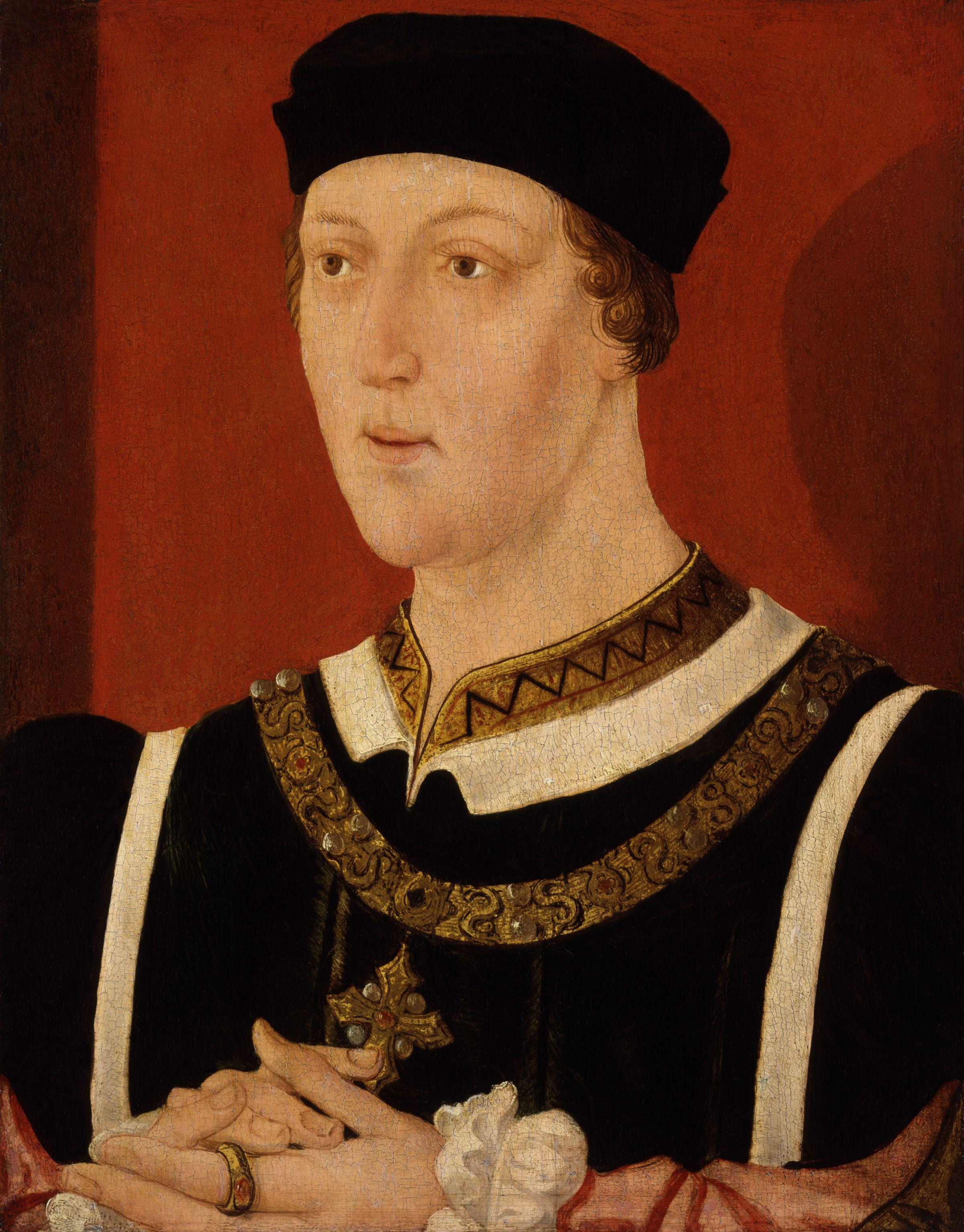
Henri VI d'Angleterre, chef de la maison de Lancastre.

En 1461, le royaume d'Angleterre est plongé depuis six ans dans une guerre civile entre les maisons d'York et de Lancastre, qui revendiquent toutes deux le trône. La maison de Lancastre soutient Henri VI, le roi en exercice, un homme au caractère indécis qui souffre de crises de folie. Richard Plantagenêt, le duc d'York, dirige la maison d'York au début de la guerre ; il estime que le roi conduit le pays à la ruine en favorisant à l'excès des courtisans incompétents. Se nourrissant des rivalités entre d'influents partisans des deux maisons, le duc d'York tente d'écarter du pouvoir les courtisans de la maison de Lancastre, ce qui conduit à un conflit ouvert. Après la capture d'Henri VI à la bataille de Northampton, en 1460, Richard, qui est de sang royal, revendique le trône. Mais même les plus fervents partisans de sa maison hésitent à renverser la dynastie royale et, au lieu de cela, les nobles adoptent le 25 octobre, par un vote à la majorité, un acte d'accord qui établit que le duc d'York et ses héritiers monteraient sur le trône à la mort d'Henri VI,.

Les troupes des York (en blanc) et des Lancastre (en rouge) se rencontrent près de Towton.

La reine d'Angleterre, Marguerite d'Anjou, refuse d'accepter cet arrangement qui prive son fils, Édouard de Westminster, de son droit de naissance. Ayant trouvé refuge en Écosse à la suite de la bataille de Northampton, elle y lève une armée en promettant à ses troupes qu'elles pourraient se livrer librement au pillage au cours de leur marche vers le sud. Les partisans des Lancastre, préparant son arrivée, se rassemblent dans le Nord de l'Angleterre. Richard prend la tête de son armée pour affronter cette menace mais il est attiré dans un piège et est tué à la bataille de Wakefield. Son deuxième fils, Edmond, est également tué et leurs deux têtes sont fichées sur des piques et exposées sur la porte ouest des murailles d'York. Édouard, le fils aîné du duc d'York, succède à son père à la tête de sa maison.
Marguerite d'Anjou rejoint son armée, qui prend la direction du sud en pillant plusieurs villages sur sa route. Henri VI est libéré à la suite de la victoire des Lancastre sur l'armée de Richard Neville à la seconde bataille de Saint-Albans et les pillages continuent alors que les Lancastriens marchent sur Londres. Les habitants de Londres refusent d'ouvrir les portes de la ville, craignant un sac, alors que l'armée d'Henri et Marguerite commence à manquer de vivres et n'a pas les moyens de se réapprovisionner. Quand Marguerite apprend qu'Édouard d'York et son armée ont remporté la bataille de Mortimer's Cross et qu'ils se dirigent à leur tour sur Londres, elle bat en retraite sur York avec ses troupes,. Neville et les restes de son armée se joignent aux forces d'Édouard et les Yorkistes sont accueillis avec allégresse par les Londoniens. Ayant perdu la garde du roi, ils ont néanmoins besoin d'une justification pour continuer à prendre les armes contre lui et ses partisans. Le 4 mars, Neville proclame donc roi le jeune duc d'York sous le nom d'Édouard IV. Cette proclamation est beaucoup mieux acceptée que les prétentions antérieures de Richard car plusieurs nobles qui s'étaient opposés à celles-ci voient les actions des Lancastre comme une trahison de l'acte d'accord,.

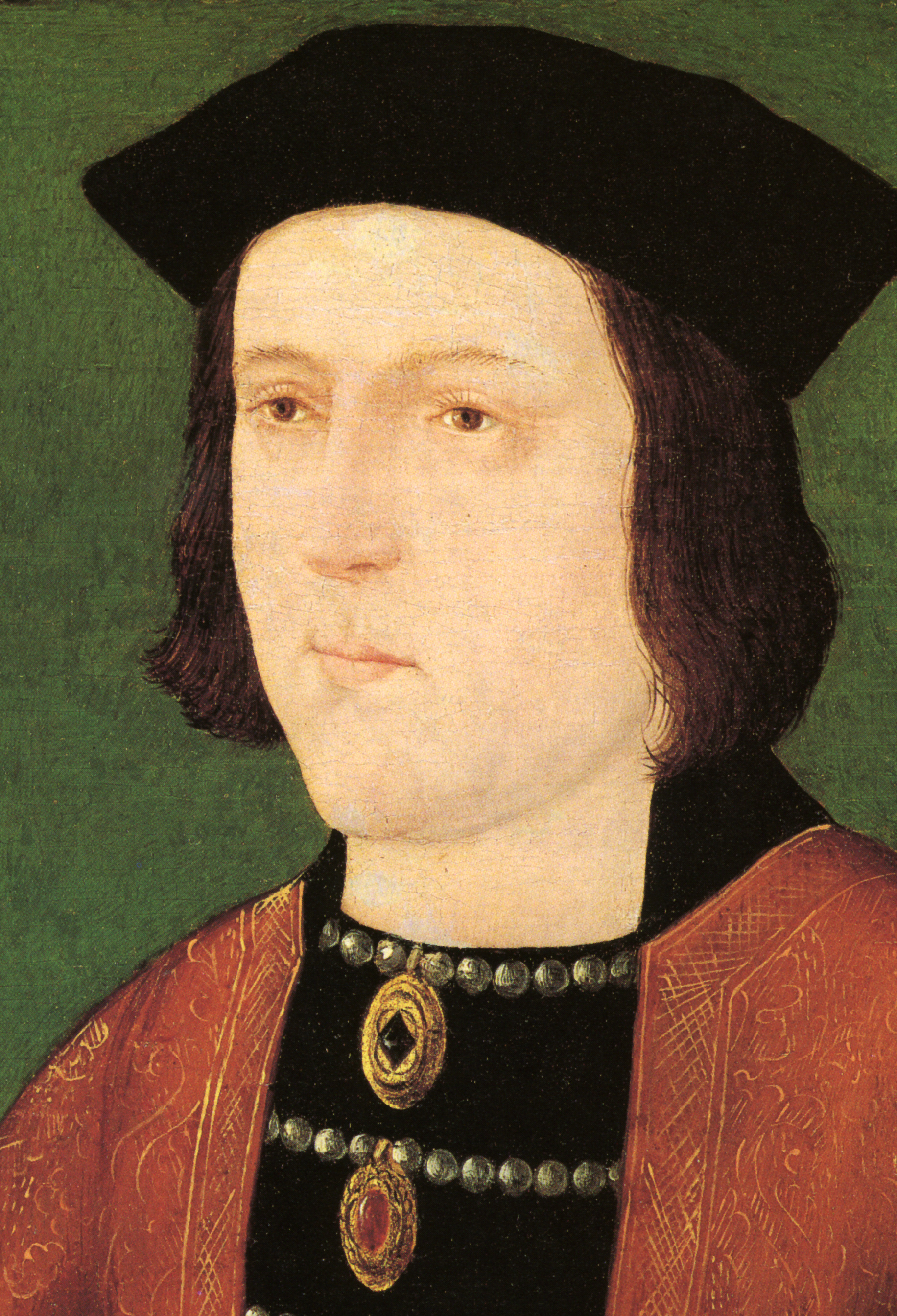
Édouard IV d'Angleterre, chef de la maison d'York.

Le pays a désormais deux rois, une situation qui ne peut pas durer, en particulier si Édouard veut être officiellement couronné. Il offre donc l'amnistie à chaque partisan des Lancastre qui renonce à soutenir Henri VI. Ce geste a pour but de lui rallier les roturiers car l'offre ne s'étend pas aux riches Lancastriens (des nobles pour la plupart). Le jeune roi convoque ses partisans et leur donne l'ordre de marcher sur York afin de reprendre la ville de sa famille et de déposer officiellement Henri VI par la force des armes. Les forces yorkistes progressent le long de trois routes différentes. Lord Fauconberg, l'oncle de Richard Neville, dirige l'avant-garde qui précède le corps principal, commandé par Édouard IV en personne, et arrive à St Albans le 11 mars. Le duc de Norfolk est envoyé à l'est pour lever des troupes et rejoindre Édouard avant la bataille. Et une armée menée par Neville avance à l'ouest du corps principal, à travers les Midlands et en direction de Coventry, ralliant à elle tous les volontaires qu'elle trouve. Fauconberg marche au nord-est et atteint Nottingham le 22 mars. Édouard IV, quant à lui, arrive à St Albans le 12 ou le 13 mars et prend ensuite la même route que Fauconberg.

### Bataille de Ferrybridge
Fin mars, les premiers détachements de l'armée yorkiste occupent le village de Ferrybridge, où un pont traverse l'Aire. Les forces lancastriennes l'ont détruit pour empêcher les Yorkistes de traverser. Ces derniers construisent donc un pont temporaire. Le 28 mars, une troupe lancastrienne composée d'environ 500 cavaliers et commandée par Lord Clifford les prend par surprise et les met en déroute. Quand Édouard IV apprend la nouvelle, il organise une rapide contre-attaque mais, le temps qu'il arrive, les Lancastre ont fortifié le pont et ont placé des forces sur la rive sud de l'Aire pour le retarder. Malgré leur supériorité numérique, les Yorkistes ne peuvent reprendre le pont, qui forme un goulet d'étranglement où ils ne peuvent profiter de leur surnombre. Au cours de ce combat acharné, Neville est blessé par une flèche à la jambe. Néanmoins, les Yorkistes arrivent finalement à obliger les Lancastriens à se replier quand la cavalerie de Fauconberg trouve un gué à cinq kilomètres en amont et traverse la rivière. En apprenant cela, Clifford fait retraite mais ses troupes sont poursuivies par la cavalerie de Fauconberg qui finit par les rattraper à quatre kilomètres au sud de Towton. Les Yorkistes triomphent de leurs ennemis après un dur combat au cours duquel Clifford est tué par une flèche dans la gorge.
Ayant débarrassé leurs environs de toute force ennemie, les Yorkistes réparent le pont et continuent leur marche jusqu'à Sherburn-in-Elmet, où ils établissent leur campement pour la nuit. L'armée principale des Lancastre est pour sa part arrivée à Tadcaster, à un peu plus de trois kilomètres au nord de Towton. À l'aube du 29 mars, les deux armées lèvent le camp sous un ciel menaçant et un vent violent. Bien que ce jour soit le dimanche des Rameaux (Palm Sunday), les armées se préparent à livrer bataille. Quelques documents font ainsi référence au combat en tant que Battle of Palme Sonday Felde mais cette appellation n'a pas survécu. L'opinion populaire a préféré donner à la bataille le nom du village de Towton en raison de sa proximité et parce qu'il était le plus important de la région à cette époque.

## Forces en présence

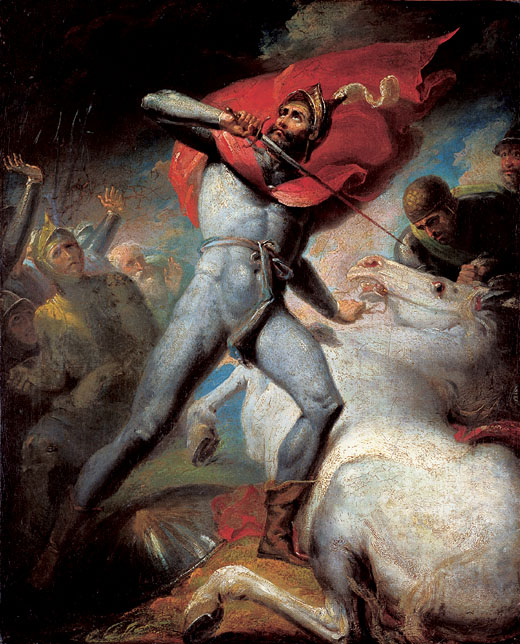
Richard Neville tuant son cheval et défiant quiconque de fuir la bataille, représenté par Henry Tresham (1797).

Les sources de l'époque déclarent que les deux armées étaient immenses et que plus de 100 000 hommes ont combattu à Towton. Dans la Chronicle of London de William Gregory (XVe siècle), le compte rendu d'un soldat ayant participé à la bataille prétend que les Yorkistes avaient 200 000 hommes et que les Lancastriens étaient encore plus nombreux. Mais les historiens ultérieurs pensent que ces chiffres sont exagérés et qu'un chiffre de 50 000 combattants est plus probable,. Quoi qu'il en soit, les deux armées présentes à Towton comptent parmi les plus grandes de cette période. Une analyse de squelettes trouvés dans un charnier en 1996 démontre que les soldats provenaient de tous les milieux ; ils avaient en moyenne une trentaine d'années et certains étaient des vétérans de combats antérieurs. Beaucoup de nobles et de chevaliers, environ les trois quarts de la pairie d'Angleterre de l'époque, ont combattu à Towton. Huit de ces pairs avaient prêté serment à Édouard IV alors que les Lancastre en comptaient au moins dix-neuf dans leurs rangs.
La bataille déciderait lequel des deux rois régnerait sur l'Angleterre mais, alors qu'Édouard IV combat parmi ses hommes, Henri VI est resté à York avec Marguerite d'Anjou. Les Lancastriens voient leur roi comme la marionnette de sa femme et s'inquiètent de son instabilité mentale. En comparaison, Édouard IV est très charismatique ; âgé de 18 ans, il mesure 1,92 m et est imposant quand il est en armure. Jeune et musclé, il ressemble plus à un roi que son rival, frêle et de pauvre mine. Combattant habile, Édouard IV dirige ses soldats depuis les premières lignes en les exaltant et les poussant à faire de leur mieux. Son goût pour les audacieuses tactiques offensives dicte le plan de son armée pour cet engagement.
Les Yorkistes ont d'autres chefs très compétents. Richard Neville fascine ses hommes. Édouard Hall, un chroniqueur du XVIe siècle, lui attribue un geste fort juste avant la bataille. Il écrit que Neville, blessé la veille à Ferrybridge, tue son cheval devant ses troupes et s'écrie : « Répandez cette volonté, je demeurerai avec lui aussi sûrement que cette volonté restera avec moi », défiant ainsi tout homme d'abandonner le combat. Cette scène est probablement apocryphe mais l'historien Christopher Gravett estime que cette histoire démontre la loyauté de Neville pour son roi et pour ses hommes. Neville tient son oncle, Lord Fauconberg, en haute estime, et Hall décrit Fauconberg comme un « homme ayant de grands principes, ainsi que beaucoup d'expérience sur le plan martial ». De petite stature et vétéran de la guerre de Cent Ans, Fauconberg est reconnu par ses pairs comme un homme de grande valeur en matière militaire. Il s'adapte très vite à des situations imprévues et a par le passé administré Calais, dirigé quelques expéditions de piraterie et commandé l'avant-garde à la bataille de Northampton. Le duc de Norfolk est probablement le seul de tous les commandants yorkistes à n'avoir pas pris part à l'engagement en raison de son âge avancé, les chevaliers Walter Blount et Robert Horne ayant certainement dirigé son contingent. Considéré comme un « allié imprévisible », il a rejoint la cause yorkiste pour s'assurer une base de pouvoir dans l'Est de l'Angleterre et son soutien a été très hésitant à plusieurs occasions.
L'armée des Lancastre est pour sa part commandée par Henri Beaufort, le duc de Somerset, un homme assez expérimenté dans le domaine militaire qui a dirigé des manœuvres habiles lors des batailles victorieuses de Wakefield et de Saint-Albans. Certains historiens pensent toutefois que le véritable stratège des Lancastre était Andrew Trollope,. Trollope a servi sous les ordres de Neville à Calais avant de changer de camp au début de la guerre. Son changement d'allégeance a été un coup dur pour les Yorkistes car il connaissait bien leurs hommes et a joué un rôle clé dans leurs victoires en France. Les autres commandants lancastriens sont Henri Holland, le duc d'Exeter, qui a la réputation d'être un homme violent et stupide, et Henry Percy, le comte de Northumberland, que Gravett décrit comme manquant d'intelligence. Le dernier chef lancastrien d'importance, Lord Clifford, a été tué la veille à Ferrybridge.

## Déploiement des armées

Déploiement initial des deux armées juste avant la bataille.

Il existe très peu de comptes rendus détaillés de la bataille et aucun ne décrit le déploiement exact des armées. Cette pénurie de sources primaires a conduit les premiers historiens à adopter principalement la chronique d'Édouard Hall, bien qu'elle ait été écrite plus de 70 ans après l'événement et que l'origine des informations qu'elle donne est inconnue. Le chroniqueur bourguignon Jean de Wavrin, contemporain de la bataille, donne lui aussi sa version des faits mais son œuvre n'a été mise à disposition du public que depuis 1891 et plusieurs erreurs la parsemant ont découragé la plupart des historiens de l'utiliser. Les reconstitutions de la bataille sont donc basées sur la version de Hall agrémentée de détails mineurs provenant d'autres sources (la chronique de Wavrin et de courts comptes rendus figurant dans d'autres chroniques et dans des lettres),.
La bataille a lieu sur un plateau entre les villages de Saxton (au sud) et de Towton (au nord). C'est une région agricole qui compte beaucoup de vastes espaces dégagés et de petites routes sur lesquelles les armées peuvent manœuvrer. Deux routes sont situées dans la zone des combats : Old London Road, qui relie Towton à la capitale anglaise, et une route qui va de Towton à Saxton. Le Cock Beck, un ruisseau aux rives escarpées, suit un cours en forme de « S » au nord et à l'ouest du plateau. Le plateau est coupé en deux par Towton Dale, une vallée qui part de l'ouest de celui-ci jusqu'à North Acres à l'est. Des zones boisées sont situées le long du Cock Beck ; Renshaw Woods au nord-ouest du plateau, et Castle Hill Wood au sud-ouest de Towton Dale le long d'un coude que suit le ruisseau. La zone au nord-est de ce bois est connue après la bataille sous le nom de Bloody Meadow (« le pré sanglant »).
Selon Christopher Gravett, la décision prise par Henri Beaufort de livrer bataille sur le plateau était sensée. Défendre le terrain juste avant Towton permet de bloquer toute avancée ennemie en direction de York, que ceux-ci suivent Old London Road ou la vieille route romaine plus à l'ouest. Les Lancastriens se déploient au nord de la vallée, utilisant celle-ci comme un « fossé protecteur »,, le désavantage de cette position étant qu'ils ne peuvent voir au-delà de l'arête sud de la vallée. Les flancs des Lancastre sont protégés par des marais, leur aile droite étant en plus sécurisée par les rives escarpées du Cock Beck. La largeur de la zone de déploiement n'autorise pas une ligne de front très allongée, ce qui prive les Lancastriens de l'opportunité d'utiliser leur supériorité numérique. Le compte-rendu de Wavrin a donné naissance à une hypothèse selon laquelle Beaufort a donné l'ordre à une troupe de lanciers à cheval de se cacher dans Castle Hill Wood afin de lancer une charge contre le flanc gauche yorkiste au moment le plus opportun. L'armée yorkiste apparaît au moment où leurs adversaires finissent de se déployer. Les Yorkistes forment leurs rangs sur l'arête sud de la vallée alors que la neige commence à tomber. Ils sont inférieurs en nombre et les troupes du duc de Norfolk ne les ont pas encore rejoints. Ils sont également fatigués après leur longue marche pour atteindre le champ de bataille, alors que les Lancastriens n'ont eu à parcourir qu'une courte distance depuis York.

## La bataille

Les troupes du duc de Norfolk arrivent au moment crucial pour aider les Yorkistes à triompher des Lancastriens.

Édouard IV s'est placé au centre de l'armée yorkiste alors que Neville commande l'aile gauche et Fauconberg l'aile droite. Henri Beaufort occupe le centre de l'armée des Lancastre tandis que Henry Percy dirige l'aile droite et Holland l'aile gauche. Alors que Beaufort se contente d'attendre et de laisser ses adversaires venir à lui, les Yorkistes prennent l'initiative du combat. Fauconberg, qui a remarqué la force et la direction du vent, donne l'ordre à ses archers de se placer à l'avant et de lâcher une volée de flèches sur les lignes ennemies, qui se trouvent au-delà de la portée maximale habituelle de leurs arcs. Les flèches sont portées par le vent et retombent sur les soldats lancastriens amassés de l'autre côté de la vallée. Beaucoup de flèches sont équipées de pointes bodkin qui peuvent transpercer une armure de plates. Les archers lancastriens répliquent mais leurs projectiles retombent trop court alors que le vent leur envoie de la neige en plein visage, gênant considérablement la visée et l'appréciation de la distance. Incapables de juger du résultat de leurs tirs, les archers lancastriens lâchent des volées jusqu'à ce qu'ils aient utilisé la plupart de leurs flèches, laissant un épais tapis de projectiles sur le sol devant les lignes yorkistes,.

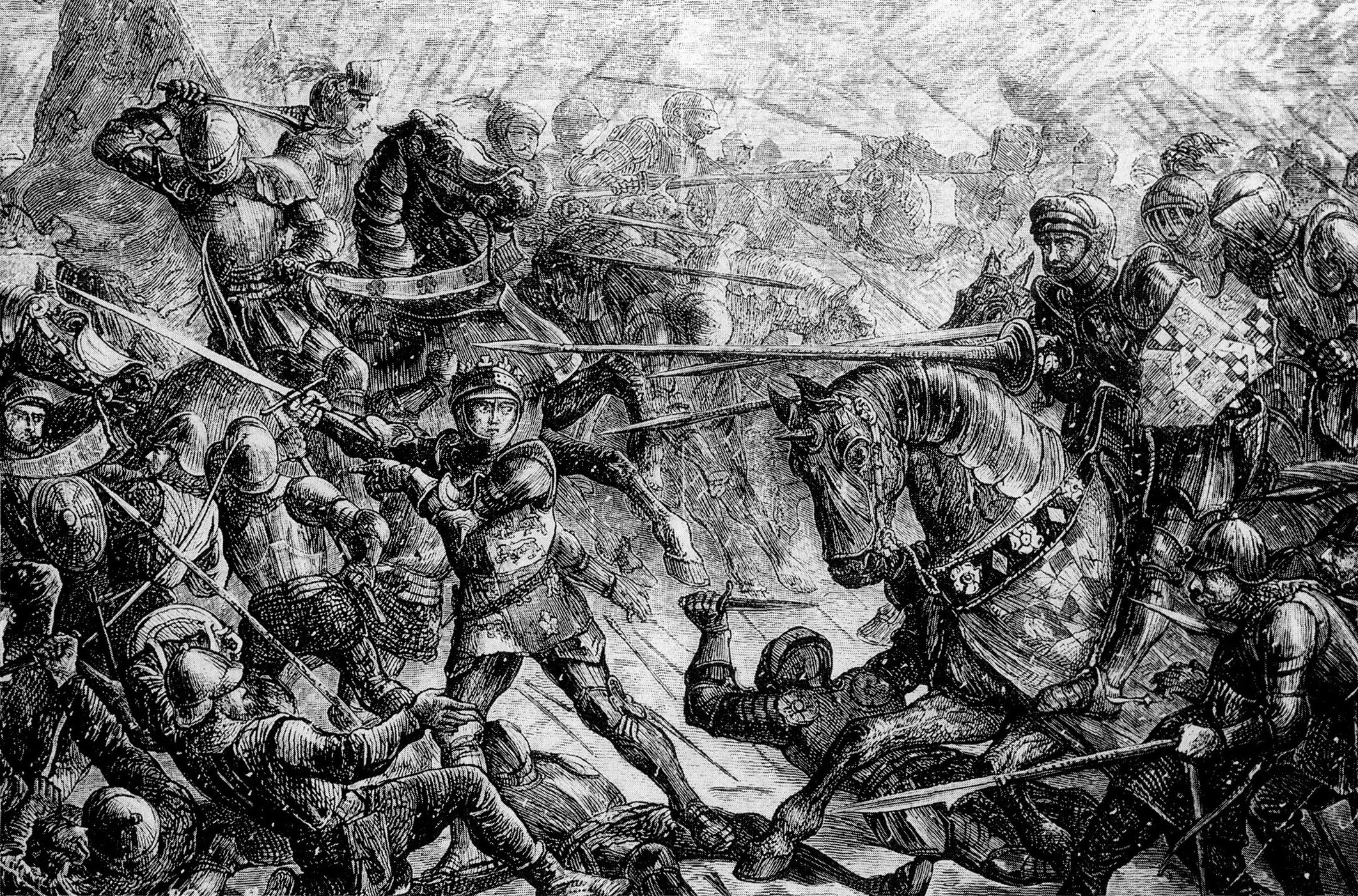
Sans la présence d'Édouard IV pour commander sur le champ de bataille, les Yorkistes auraient très certainement connu la défaite.

Fauconberg, qui a ordonné à ses archers de se replier juste après leur volée initiale, les fait avancer à nouveau afin qu'ils reprennent leurs tirs. Quand les archers yorkistes ont épuisé toutes leurs munitions, ils ramassent les flèches adverses parsemées devant eux et reprennent le tir. Obligés de subir cette pluie de projectiles sans pouvoir répliquer, les Lancastriens quittent leurs positions pour engager leurs adversaires au corps à corps. En voyant leurs ennemis avancer vers eux, les archers yorkistes lâchent quelques volées supplémentaires avant de se réfugier derrière leurs lignes, laissant des milliers de flèches sur le sol pour gêner la progression des Lancastriens,.
Les Yorkistes reforment les rangs afin de se préparer à recevoir la charge ennemie, mais leur aile gauche est attaquée par les cavaliers qui viennent de Castle Hill Wood. Les soldats sont plongés dans la confusion et plusieurs commencent à fuir. Édouard IV se porte alors sur son aile gauche afin de redresser la situation. Il plonge au cœur des combats et exalte ses partisans, son exemple encourageant ses hommes à ne pas lâcher pied. L'affrontement devient général et les archers tirent dans la mêlée à courte distance. Dès le début des combats rapprochés, la bataille devient d'une grande intensité, les combattants devant faire des pauses pour tirer hors de leur chemin les cadavres qui s'amoncellent. Les Lancastriens ont sans arrêt des hommes frais qui se jettent au milieu des combats, et l'armée yorkiste, inférieure en nombre, doit graduellement céder du terrain et battre lentement en retraite. Christopher Gravett pense que le flanc gauche des Lancastre gagnait moins de terrain que le reste de l'armée, inclinant ainsi la ligne de bataille jusqu'à ce que son côté ouest soit dirigé vers Saxton.
La bataille continue pendant trois heures selon les recherches effectuées par l'English Heritage, organisme gouvernemental chargé de la conservation des sites historiques. Elle est indécise jusqu'à ce que le contingent du duc de Norfolk ne finisse par arriver en début d'après-midi. Avançant sur Old London Road, il demeure caché à la vue jusqu'à ce qu'il atteigne le sommet du plateau et vienne renforcer l'aile droite yorkiste,. L'avantage passe alors du côté des Yorkistes, qui enveloppent le flanc gauche des Lancastre, lequel finit par partir en déroute, la plupart des Lancastriens étant alors poussés vers le ruisseau et des petits groupes de soldats fuyant pour sauver leur vie,. Polydore Virgile, le chroniqueur d'Henri VII d'Angleterre, prétend que le combat a duré dix heures, mais il s'agit probablement d'une exagération.
Les soldats lancastriens jettent leurs casques et leurs protections afin de courir plus vite mais ils deviennent ainsi plus vulnérables aux attaques des Yorkistes. Beaucoup sont massacrés à travers Bloody Meadow par les troupes plus fraîches et plus rapides de Norfolk. Avant la bataille, les deux camps avaient donné l'ordre de ne pas faire de quartier et les Yorkistes sont bien décidés à n'épargner personne, pas même ceux qui se rendent, après ce long et exténuant combat, sans compter qu'un certain nombre de leurs adversaires, comme Andrew Trollope, ont des primes substantielles sur leur tête. La chronique de William Gregory déclare que 42 chevaliers sont tués après leur capture. La déroute fait plus de victimes que la bataille elle-même ; des hommes essayant de franchir le Cock Beck à la nage sont entraînés par le courant et se noient, ceux qui pataugent sont poussés et piétinés par leurs camarades derrière eux. Les archers yorkistes criblent les fuyards de flèches depuis la rive. Les cadavres commencent à s’amonceler et les chroniques prétendent que les Lancastriens finissent par fuir sur des « ponts » de corps,. La poursuite continue en direction du nord et un pont sur la rivière Wharfe s'effondre sous le poids des hommes qui tentent de s'enfuir, bon nombre d'entre eux se noyant ainsi dans les eaux glacées.

## Conséquences

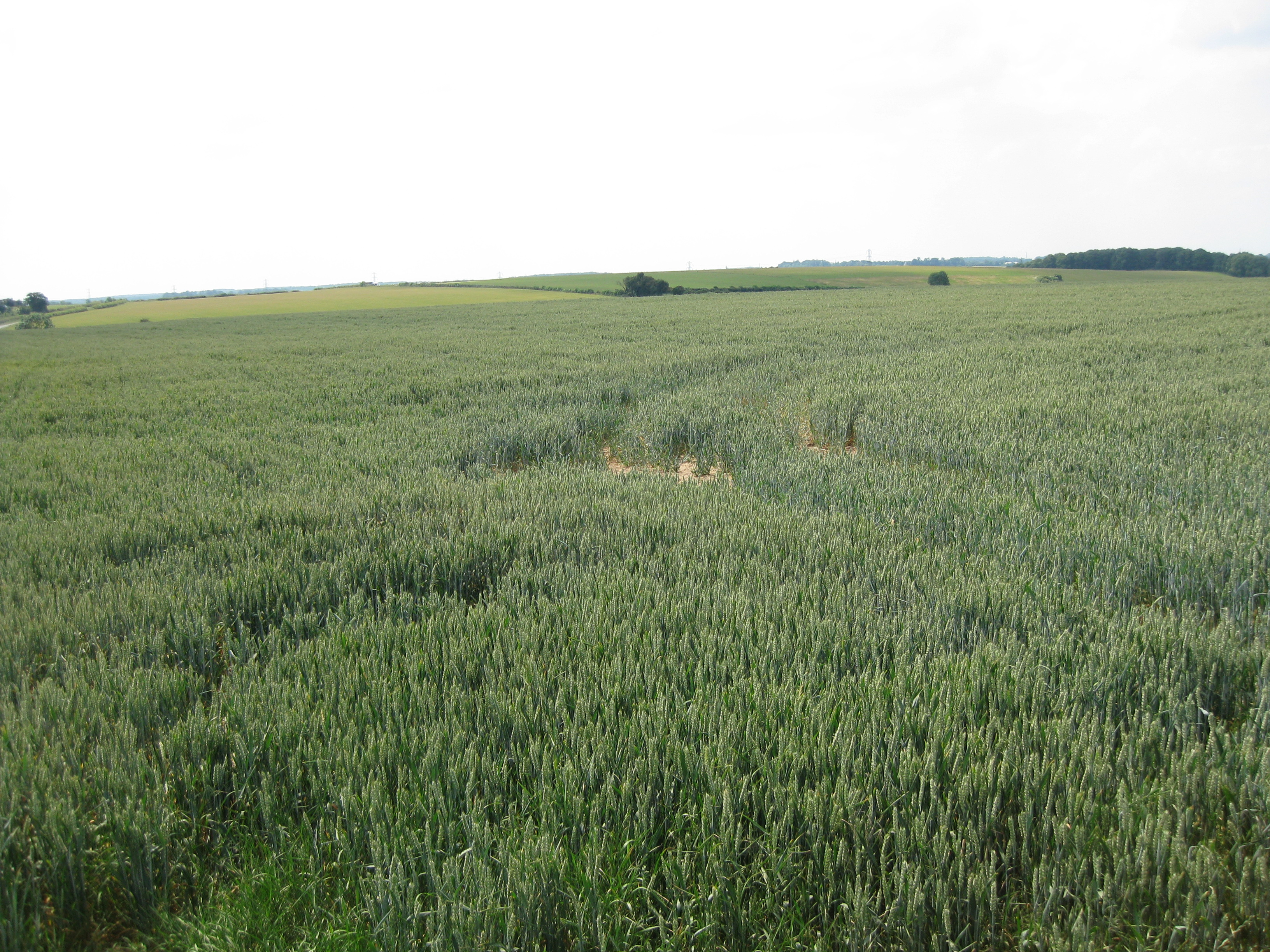
Bloody Meadow (le pré sanglant) sur le champ de bataille de Towton.

Un texte datant du 4 avril 1461 rapporte qu'il y a eu au total 28 000 morts, nombre que Charles Ross et d'autres historiens pensent exagéré. C'est toutefois le nombre qui est proclamé par les estimations des hérauts et qui est cité dans des lettres d'Édouard IV et de l'évêque de Salisbury. D'autres sources de la même époque donnent des nombres encore plus élevés, allant de 30 000 à 38 000, Édouard Hall avançant celui, très précis, de 36 776,. Les Annales rerum anglicarum font exception puisqu'elles déclarent que 9 000 Lancastriens ont péri, une estimation que Ross trouve plus envisageable. La noblesse fidèle à la maison de Lancastre a beaucoup souffert de la bataille, Andrew Trollope et Henry Percy ayant notamment été tués. Ralph Dacre, un proche d'Henri VI, est tué par un archer embusqué dans un arbuste. À l'inverse, un seul membre important de la noblesse soutenant la maison d'York, Robert Horne, a été tué à Towton.

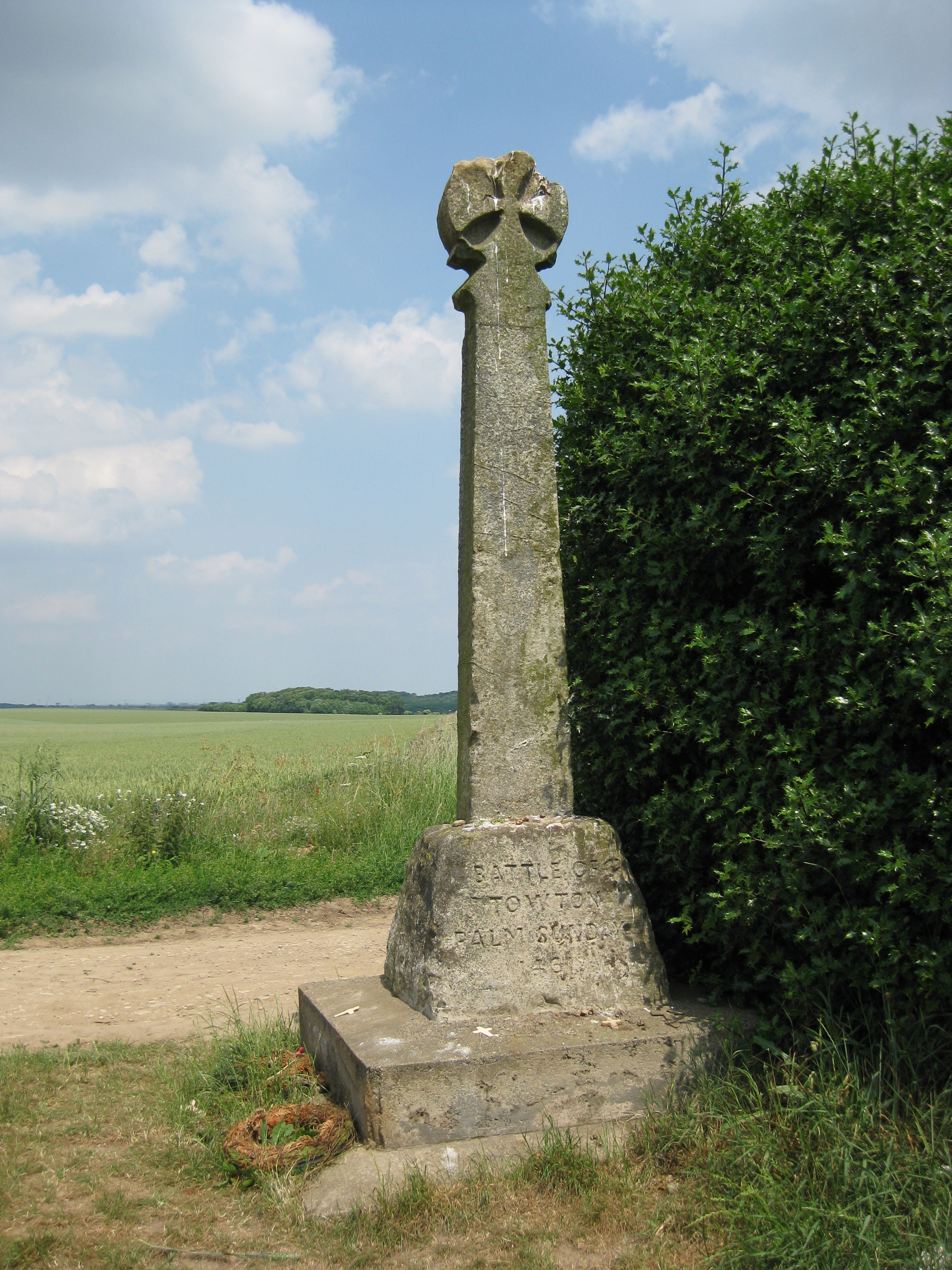
Towton Cross, mémorial de la bataille de Towton.

La déroute se poursuit durant toute la nuit, avant qu'au matin du 30 mars les débris de l'armée lancastrienne n'atteignent York dans la panique la plus totale. En apprenant la nouvelle de la défaite, Henri VI et Marguerite d'Anjou fuient en Écosse et y sont rejoints plus tard par Henri Beaufort, Henri Holland et quelques autres nobles survivants de la bataille. Celle-ci affaiblit gravement le pouvoir de la maison de Lancastre, car ses principaux partisans à la Cour sont morts ou ont fui le pays, et met fin à sa domination sur le nord de l'Angleterre. Édouard IV exploite au maximum la situation en proclamant comme traîtres 14 pairs d'Angleterre fidèles aux Lancastre. Environ 96 Lancastriens ayant le rang de chevalier ou un rang inférieur, dont 24 sont membres du Parlement, sont également déclarés félons. Le nouveau roi préfère cependant rallier ses ennemis à sa cause car ceux qui sont déchus sont ceux qui sont morts pendant la bataille ou qui refusent de se soumettre. Les domaines de quelques-uns de ces nobles sont confisqués par la couronne mais la majorité est laissée à leurs familles. Le roi pardonne par la suite à beaucoup de ceux qu'il a déclarés traîtres après la soumission de ceux-ci.
Bien qu'Henri VI et son fils se soient réfugiés en Écosse, la bataille met fin, pour un temps, à la lutte pour le trône qui durait depuis l'acte d'accord, Édouard IV régnant désormais de façon incontestée sur l'Angleterre. Le nouveau roi s'attache désormais à consolider son pouvoir en ralliant la population à sa cause et en matant les rébellions déclenchées par les quelques irréductibles partisans des Lancastre qui restent. Il élève au rang de chevalier ou de pair d'Angleterre plusieurs de ses partisans ; Lord Fauconberg est nommé comte de Kent et Richard Neville est le plus grand bénéficiaire des largesses royales puisqu'il reçoit une partie des domaines du comte de Northumberland et de Lord Clifford et qu'il est nommé « lieutenant du roi dans le nord et amiral d'Angleterre ». Édouard IV accorde aussi à Neville plusieurs autres fonctions prestigieuses, accroissant ainsi encore plus l'influence et la richesse considérables de celui-ci.
En 1464, à la suite des batailles de Hedgeley Moor et de Hexham, la maison d'York anéantit les dernières résistances des Lancastre au nord de l'Angleterre. Édouard IV règne sans interruption jusqu'en 1470 mais ses relations avec Neville se détériorent progressivement, ce dernier finissant par se rallier à la Maison de Lancastre. Neville oblige Édouard IV à fuir l'Angleterre et restaure Henri VI sur le trône. Cette restauration est toutefois de courte durée, car Édouard IV reconquiert le trône après avoir vaincu Neville et les Lancastre lors des batailles de Barnet et de Tewkesbury en 1471.

## La bataille dans la littérature

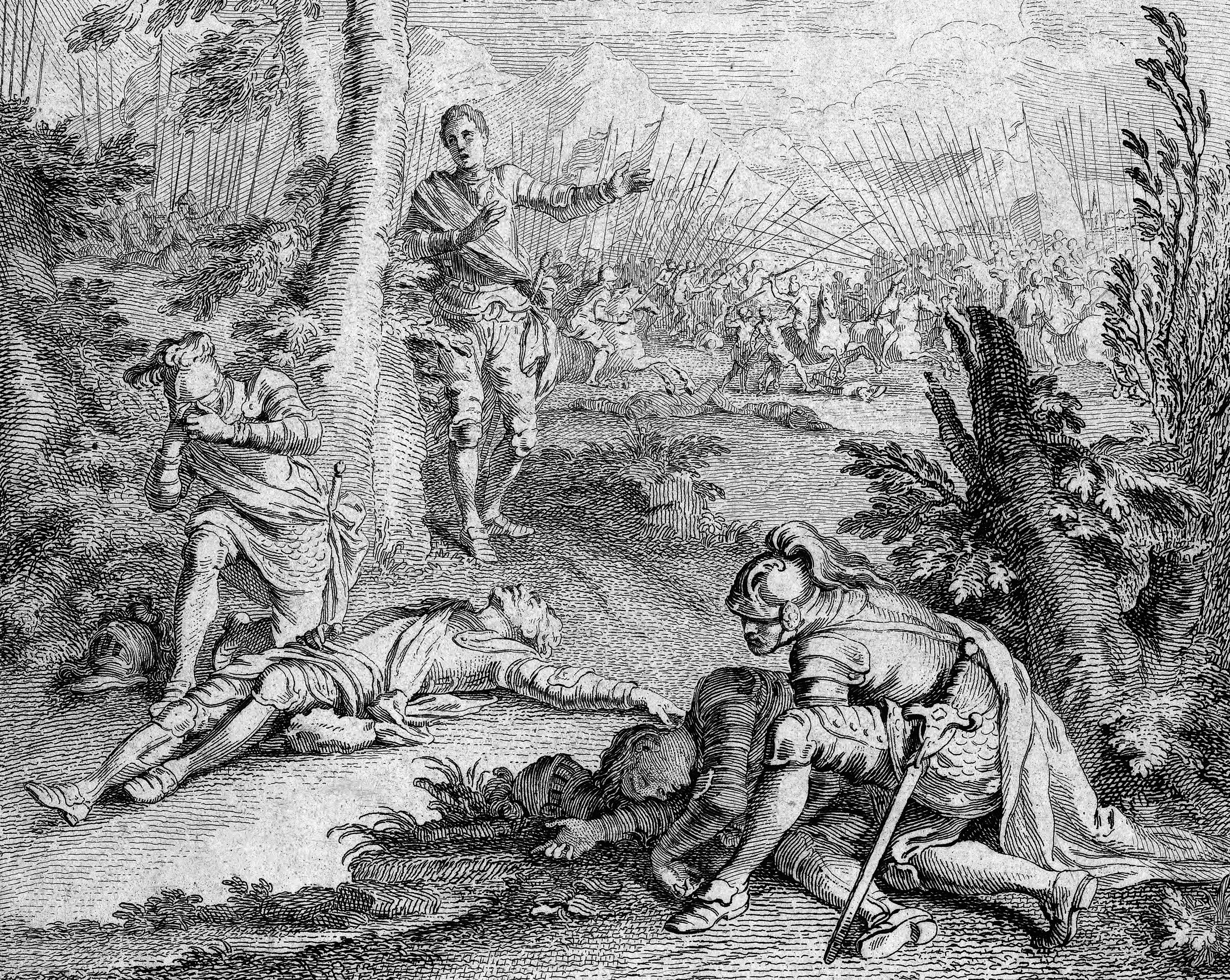
Shakespeare s'est servi de la bataille de Towton pour illustrer les souffrances de la guerre civile dans la troisième partie de sa pièce Henri VI (acte II, scène 5).

À la fin du XVIe siècle, William Shakespeare écrit plusieurs pièces de théâtre centrées sur des personnages historiques et ayant pour toile de fond l'histoire de l'Angleterre lors des deux siècles précédents, ce qui rend ces pièces plus réalistes. Shakespeare écrit notamment Henri VI, une pièce en trois parties qui s'appuie fortement sur la chronique d'Édouard Hall. Sa vision de la bataille de Towton, présentée comme le plus sanglant engagement de la guerre des Deux-Roses dans la scène 5 de l'acte II de la troisième partie d’Henri VI, est devenue un morceau d'anthologie sur la « terreur de la guerre civile, une terreur nationale qui est essentiellement familiale ». L'historien Bertram Wolffe écrit que c'est en raison de la représentation de la bataille par Shakespeare, où Henri VI désire ardemment avoir été né berger plutôt que roi, que le souvenir du faible et incompétent monarque ne s'est pas effacé de la mémoire collective anglaise.
La version shakespearienne de la bataille compte une scène notable qui vient immédiatement après le monologue d'Henri VI. Dans celle-ci, le roi est le témoin des lamentations de deux soldats qui ont participé à la bataille. L'un des deux a tué un ennemi dans l'espoir d'un butin et découvre que sa victime est son fils, alors que l'autre s'aperçoit qu'il a tué son père. Tous les deux ont agi par appât du gain et sont accablés de chagrin après avoir découvert leurs méfaits. Le spécialiste de Shakespeare Arthur Percival Rossiter considère cette scène comme l'une des plus remarquables des « rituels » théâtraux suivis par l'auteur. La scène suit le modèle d'un opéra ; après un long discours, on suit alternativement deux acteurs qui déclament une ligne à tour de rôle au public chacun de leur côté. Shakespeare s'écarte de la pratique en vigueur qui consiste à utiliser des personnages historiques pour exposer des thèmes pendant que l'on médite sur leurs actions à travers des personnages fictifs. À l'inverse, ce sont ici des personnages fictifs anonymes qui illustrent les souffrances de la guerre civile tandis que le roi médite sur leurs destins. Le professeur émérite de littérature anglaise Michael Hattaway commente que l'intention de Shakespeare est de montrer la tristesse d'Henri VI plus que la guerre elle-même, afin d'obtenir la même émotion auprès du public et d'exposer l'incompétence d'Henri en tant que roi.
La bataille de Towton est également examinée par Geoffrey Hill dans son poème Funeral Music (1968). Hill présente l'événement à travers les voix des combattants et contemple l'agitation de cette période avec leur regard,. Les soldats issus du commun se plaignent de leur inconfort physique et des sacrifices qu'ils ont consentis au nom des idées glorifiées par leurs chefs. Ils partagent cependant la détermination de ces derniers à détruire leurs adversaires, même au coût de leur vie. Hill dépeint comme une farce la croyance des soldats selon laquelle la bataille était prédestinée et de la plus haute importance ; le monde suit son cours sans considération pour la bataille de Towton. Bien qu'impressionné par le nombre de victimes qu'a fait l'engagement, Hill estime qu'il n'a pas apporté de grands changements pour le peuple anglais.

## Postérité

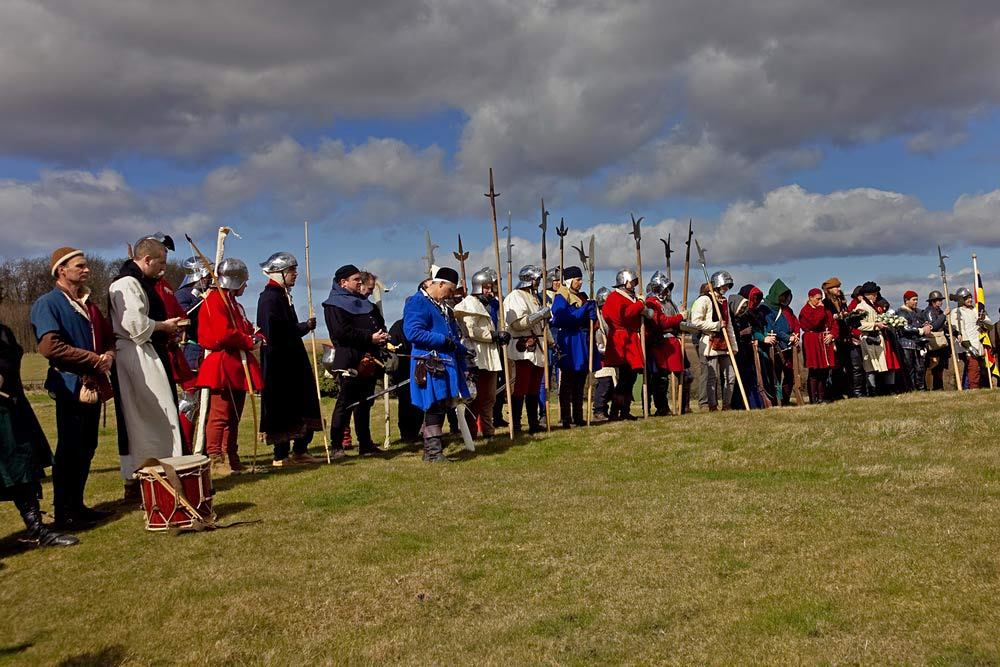
Lors d'une reconstitution de la bataille, les participants de la Towton Battlefield Society respectent une minute de silence en mémoire des victimes de Towton.

En 1483, Richard III, le frère cadet d'Édouard IV, commence à faire construire une chapelle en commémoration de la bataille. Mais le monarque meurt à la bataille de Bosworth deux ans plus tard et la construction n'est jamais achevée. Laissée à l'abandon, elle finit par s'écrouler. Les ruines de cette structure sont encore visibles cinq siècles plus tard. En 1929, une croix en pierre provenant supposément de la chapelle est utilisée pour ériger la Towton Cross (aussi connue sous le nom de Lord Dacre's Cross) en mémoire des victimes de la bataille. Il est possible que quelques tertres présents sur le champ de bataille contiennent des restes de victimes, bien que les historiens pensent qu'il s'agit de tumulus plus anciens,. D'autres lieux de sépulture en rapport avec la bataille se trouvent sur Chapell Hill et aux alentours de Saxton. Ralph Dacre est enterré à la Church of All Saints de Saxton et sa tombe a relativement bien résisté au passage du temps. L'arbuste sur lequel l'archer ayant tué Ralph Dacre était monté a été coupé à la fin du XIXe siècle. Des reliques de la bataille telles que des anneaux, des pointes de flèches et des pièces de monnaie ont été trouvées dans la région des siècles après l'événement. En 1996, des ouvriers travaillant sur un chantier de construction près de Towton ont découvert un charnier dont les archéologues pensent qu'il contient les restes d'hommes tués pendant la bataille. Les squelettes révèlent de graves blessures : les bras et les crânes étant cassés ou fracassés. Un spécimen, connu sous le nom de Towton 25, a eu l'avant du crâne coupé en deux par une blessure faite à l'arme blanche. Le crâne présente également une autre blessure, faite horizontalement par une lame depuis l'arrière.
La population anglaise de l'ère élisabéthaine a gardé le souvenir de la bataille telle qu'elle a été mise en scène par Shakespeare, et son image de charnier où de nombreux Anglais ont été massacrés est demeurée pendant des siècles. Néanmoins, au début du XXIe siècle, la « plus sanglante bataille à avoir jamais été livrée sur le sol anglais » s'est effacée de la conscience collective. Plusieurs journalistes britanniques se sont lamentés du fait que la plupart des gens ignorent tout de la bataille de Towton et de sa signification,,. Selon l'English Heritage, la bataille a été de « la plus haute importance », ayant été l'une des plus grandes, si ce n'est la plus grande, à s'être déroulée en Angleterre et ayant eu pour conséquence le remplacement d'une dynastie royale par une autre. Le chiffre fréquemment cité de 28 000 victimes de la bataille équivaut à environ 1 % de la population anglaise de l'époque, et fait de cette journée la plus sanglante de l'histoire de l'Angleterre.
La bataille est associée à une tradition qui a perduré pendant des siècles dans le village de Tysoe, dans le Warwickshire. À chaque anniversaire de la bataille, les villageois nettoyaient la colline du Vale of the Red Horse pour y exposer le géoglyphe d'un cheval taillé dans l'argile rouge qui a donné son nom au lieu. Ils prétendaient accomplir cela pour honorer la mémoire de Richard Neville et la résolution de se battre aux côtés de ses hommes qu'il avait montrée en tuant son cheval. Mary Dormer Harris, une historienne locale, pense que les villageois ont modifié le cheval rouge originel, qui datait de la préhistoire, afin de le faire ressembler à un cheval médiéval. La tradition a pris fin en 1798 quand le mouvement des enclosures a transformé le terrain communal sur lequel le géoglyphe était situé, en propriété privée,. Ce nettoyage a été brièvement remis en vogue au début du XXe siècle avant de s'arrêter à nouveau,. La Towton Battlefield Society est une organisation créée pour s'occuper de la préservation du champ de bataille et promouvoir le souvenir de l'engagement auprès du public. Elle organise également annuellement une reconstitution de la bataille, pour le dimanche des Rameaux.